# Lynne Watson
Lynette „Lynne“ Pamela Watson, nach Heirat Lynne Bates (* 22. November 1952 in Perth), ist eine ehemalige australische Schwimmerin. Sie erschwamm bei Olympischen Spielen eine Silbermedaille. Bei Commonwealth Games erhielt sie vier Goldmedaillen und eine Silbermedaille.

## Sportliche Karriere
Die 1,72 Meter große Lynne Watson trat erstmals bei den Olympischen Spielen 1968 in Mexiko-Stadt in Erscheinung. Die australische 4-mal-100-Meter-Lagenstaffel mit Lynne Watson, Judy Playfair, Lynette McClements und Lynette Bell qualifizierte sich mit der schnellsten Vorlaufzeit für das Finale. Im Endlauf traten die Vereinigten Staaten mit vier Schwimmerinnen an, die im Vorlauf nicht dabei gewesen waren. Die US-Staffel siegte mit 1,7 Sekunden Vorsprung vor den Australierinnen mit Watson, Playfair, McClements und Janet Steinbeck. Gemäß den bis 1980 gültigen Regeln erhielten Schwimmerinnen, die nur im Staffelvorlauf eingesetzt wurden, keine Medaille. Über 100 Meter Freistil erreichten 24 von 57 angetretenen Schwimmerinnen den Zwischenlauf. Die acht schnellsten Schwimmerinnen aus dem Zwischenlauf rückten in den Endlauf. Mit Lynette Bell als Neunter, Janet Steinbeck als 11. und Lynne Watson als 17 schieden alle drei australischen Schwimmerinnen im Zwischenlauf aus. Über 100 Meter Rücken erreichte Watson als einzige Australierin den Endlauf und belegte den sechsten Platz. Auch über 200 Meter Rücken war Watson die einzige Australierin im Finale. Es siegte Lillian Watson aus den Vereinigten Staaten vor der Kanadierin Elaine Tanner und Kaye Hall aus den USA. 0,06 Sekunden hinter Hall schlug Lynne Watson als Vierte an. Letzter Wettbewerb war die 4-mal-100-Meter-Freistilstaffel. Lynette Bell, Julie McDonald, Lynne Watson und Janet Steinbeck erreichten das Finale mit der drittbesten Zeit. Im Endlauf schwammen Janet Steinbeck, Susan Eddy, Lynne Watson und Lynette Bell 3,3 Sekunden schneller als die Vorlaufstaffel, mit anderthalb Sekunden Abstand auf die drittplatzierten Kanadierinnen wurden die Australierinnen Vierte.
Zwei Jahre später bei den British Commonwealth Games 1970 in Edinburgh wurden alle Wettbewerbe erstmals über die auch bei Olympischen Spielen üblichen metrischen Distanzen ausgetragen. Über 100 Meter Freistil siegte die Kanadierin Angela Coughlan vor Lynne Watson und der zweiten Australierin Jenny Watts. Über 100 Meter Rücken schlug Lynne Watson vor ihrer Landsfrau Debbie Cain und der Kanadierin Donna Gurr an, über 200 Meter Rücken gewann Watson vor Gurr und Cain. Watson war auch Schlussschwimmerin der 4-mal-100-Meter-Freistilstaffel und der 4-mal-100-Meter-Lagenstaffel, die beide die Goldmedaille gewannen. Cain, Denise Langford, Watts und Watson bezwangen in der Freistilstaffel die Kanadierinnen mit fast sechs Sekunden Vorsprung. In der Lagenstaffel hatten Allyson Mabb, Beverley Whitfield, Langford und Watson über acht Sekunden Vorsprung vor den Engländerinnen.